# Amnon Yariv
Amnon Yariv (né en 1930) est un physicien et ingénieur israélo-américain. Professeur au California Institute of Technology, il est surtout connu pour ses innovations en opto-électronique,. Il est membre de l'Académie nationale des sciences depuis 1991.

## Biographie
Amnon Yariv demeure à Pasadena, en Californie. Il est marié à Frances Yariv et le couple a trois filles : Danielle, Dana et Gabriela (Gavi) Yariv.

## Prix et distinctions
En 1985, Yariv remporte le prix Harold Pender remis par l'université de Pennsylvanie. En 2010, il remporte la National Medal of Science ainsi que le prix Photonics de l'IEEE (en) en 2011. En 1992, il obtient le prix Harvey.